# Diane Salviati
Pour les articles homonymes, voir Salviati.
Diane Salviati, membre de la famille Salviati, est la nièce de Cassandre Salviati.
Elle a été aimée du poète Agrippa d'Aubigné, qui évoque dans une de ses lettres ce rapprochement avec Ronsard : « notre connaissance redoubla sur ce que mes premiers amours s’attachèrent à Diane de Talcy, nièce de Mlle de Pré qui était sa Cassandre ». Le père de la jeune fille coupa court au projet d'union en raison de la différence de religion, l'une étant catholique, l'autre calviniste. Assistant par la suite aux prouesses de son ancien prétendant au cours d'un tournoi, Diane en conçut, aux dires du même, une mélancolie qui ne la quitta plus.
D'Aubigné lui a dédié les sonnets de  l'Hécatombe à Diane, premier livre du Printemps.